# 386BSD
386BSD (Іноді називають JOLIX) — вільна реалізація операційної системи BSD UNIX для IBM PC-сумісних архітектур на базі Intel 80386. Нововведення представлені в 386BSD включали систему безпеки з рольовим доступом, кільцеві буфери, модульне ядро, peer-to-peer завантаження, впорядковане конфігурування.
386BSD в основному була написана випускниками Університету Берклі Лінн Джоліц та Біллом Джоліц. Вільям мав за плечима досвід розробки BSD-систем 2.8 та 2.9BSD. Разом вони розробляли код BSD для Symmetric Computer Systems в 1980-х. Вільям провів роботу з портування 4.3BSD-Reno і пізніше 4.3BSD Net/2 на архітектуру Intel 80386. Код 4.3BSD Net/2 він так і не довів до релізу повноцінної ОС. Перший реліз 386BSD в березні 1992 року (версія 0.0) був заснований на доповненні частини коду 4.3BSD Net/2.
Згідно з уявленнями авторів, в 386BSD було достатньо модифікацій для того, щоб дозволити роботу з нею без ліцензії AT&T, однак самій AT&T так не здавалося, і система була залучена до великого судового розгляду.
Отже, портування фактично почалося в 1989 році, а перші результати були отримані в 4.3BSD Net/2 1991 року. Перший більш-менш придатний до використання та працездатний код отриманий 14 липня 1992 року (версія 0.1). Планований процес портування коду був добре документований Джоліцами в 18 розділах, що вийшли в журналі Dr. Dobbs Journal на початку січня 1991 року.
Після релізу 386BSD 0.1 утворилася група користувачів, силами яких був зібраний перший неофіційний патч-кіт. Цей патч-кіт так і не був включений в плани розвитку 386BSD і пізніше, його розробники перетворили його в проєкт FreeBSD, заснований в 1993 році. У той же час, інша група користувачів 386BSD заснувала проєкт NetBSD з метою створення єдиної мультиплатформної реалізації BSD. Обидва проєкти існують і по теперішній час.
У кінці 1994 р. вийшла перша закінчена версія 386BSD Release 1.0. Вона поширювалася журналом Dr. Dobb's Journal на CD (практично ексклюзивно, через неймовірний в той час розмір в 600 МБайт), має назву «386BSD Reference CD-ROM». Цей компакт-диск був бестселером протягом трьох років — з 1994 року по 1997рік.
386BSD Release 1.0 містив повністю оновлене ядро і включав рекомендації розробників більш ранніх BSD-систем, які так і не були в них реалізовані.
Фінальна версія 386BSD 1.0 була випущена 12 листопада 1994 і поширювалась на CD. До того часу, як NetBSD також встигла дорости до версії 1.0, а FreeBSD вже дійшла до 1.1.5.1 — обидві системи вже встигли позбутися від спірного коду 386BSD і представлялись значно кращою альтернативою.